# Bruno Abegg
Bruno Erhard Abegg (17. ledna 1803 Elbląg – 16. prosince 1848 Berlín) byl pruský politik. Jeho bratranec byl kriminalista Julius Friedrich Heinrich Abegg.
Abegg byl syn obchodníka a komerčního rady z Elblągu. Studoval práva v Heidelbergu a Königsbergu a poté pracoval v Gdaňsku a Königsbergu. Roku 1831 získal majetek v Primorsku a stal se zde roku 1833 zemským radou. Od roku 1835 působil jako policejní prezident v Královci. Další úřady zastával v Berlíně a Vratislavi. Během revoluce v roce 1848 se podílel na petici pro Friedricha Wilhelma. V tom samém roce se stal členem Vorparlamentu a viceprezidentem Fünfzigerausschussu. Téhož roku také zemřel.